# Floribella: Remix + Karaokê
Floribella: Remix + Karaokê è un album di remix e versioni karaoke della colonna sonora della serie televisiva brasiliana Floribella, pubblicato nel 2006.

## Tracce
CD 1 (Remix)
1. É pra você meu coração - Juliana Silveira
2. Coisas que odeio em você - Juliana Silveira e Mário Frias
3. Te sinto - Juliana Silveira
4. O que esconde o conde  - Juliana Silveira
5. Ding-Dong - Juliana Silveira
6. Desde que te vi - Letícia Colin
7. Eu posso, você também - Juliana Silveira
8. Caprichos - Maria Carolina Ribeiro
9. Flores amarelas  - Juliana Silveira
10. Você vai voltar  - Juliana Silveira
11. Vem dançar - Juliana Silveira y Bruno Miguel
12. País das águas Hip-Hop remix - Juliana Silveira
13. País das águas Reggae remix - Juliana Silveira

CD 2 (Karaoke)
1. É pra você meu coração
2. Coisas que odeio em você
3. Te sinto
4. O que esconde o conde
5. Ding-Dong
6. Desde que te vi
7. Eu posso, você também
8. Caprichos
9. Flores amarelas
10. Você vai voltar
11. Há uma lenda
12. Vem dançar
13. País das águas